# Israel Carmi
Israel (Yisrael) Carmi (ou, de seu nome de nascença, Israel Weinman), nascido em 1917 (data exata desconhecida), falecido em 20 de janeiro de 2008, foi o fundador das Tilhas Tizig Gesheften (Brigadas TTG).

## Biografia
Carmi nasceu em Danzig (atual Gdańsk) em algum momento de 1917. Aos 17 anos emigrou para Israel, mudando seu sobrenome de Weinman para Carmi. Carmi trabalhou em um kibutz agrícola na área de Givat HaShlosha, no centro de Israel. Aos 19 anos, Carmi foi recrutado para o Haganá e, em 1936, Carmi se ofereceu como voluntário para a Força Policial da Palestina por ordem do Haganá. Esteve envolvido na revolta árabe de 1936-1939 na Palestina. Em 1938, aos 21 anos, Carmi foi selecionado para os Esquadrões Noturnos Especiais, recebendo a Medalha de Valor da Polícia Colonial por suas funções.
Em 1939, no final da Revolta Árabe, Carmi voltou para Givat HaShlosha e assumiu uma fazenda de laranjas e melões. No entanto, isso mudou com a publicação do Livro Branco de 1939. Carmi juntou-se a uma unidade do Haganá cujo objetivo era 'impedir que os britânicos prendessem os líderes clandestinos e bagunçassem os campos de treinamento secretos.
Quando a Segunda Guerra Mundial estourou, Carmi se juntou aos Buffs (Royal East Kent Regiment) sob as ordens do Haganá e se tornou sargento. Durante o verão de 1942, Carmi estava estacionado em Sinia, onde roubou armas britânicas para uso futuro. Carmi também serviu com o SIG Jewish Commando no norte da África. Em julho de 1943, Carmi estava em Benghazi como parte do 2º Batalhão do Regimento Palestino, uma unidade de apoio da Brigada Judaica. Carmi causou um motim no 2º Batalhão depois que o comandante arrancou a bandeira israelense que Carmi havia hasteado em vez de uma bandeira britânica.
Em 1944, Carmi ingressou na Brigada Judaica. Por volta de outubro de 1944, Carmi viajou para Alexandria e depois diretamente para a Itália, onde infiltrou dois agentes da Haganá como soldados britânicos. A missão deles era determinar a veracidade dos rumores da câmara de gás.
Em junho de 1945, Carmi e seus agentes deixaram o acampamento em Tarvisio para visitar o Campo de Concentração de Mauthausen. Carmi pediu para ser transferido para as unidades de inteligência, onde coletou informações sobre o paradeiro de nazistas. Juntamente com o australiano Robert Grossman, Carmi viajou de volta para a Itália, desta vez para Treviso, e coletou informações de moradores da região, inclusive divulgando informações. Em Treviso, Carmi obteve informações sobre um oficial de alto escalão da Gestapo encarregado do confisco de propriedades de judeus italianos. Por sua vez, Carmi foi à casa do oficial da Gestapo disfarçado de oficial britânico e revistou a casa, encontrando sacolas com joias, armas e dinheiro. Após ameaças de matá-lo, o oficial da Gestapo ofereceu informações fornecendo endereços e outras informações pessoais de oficiais da SS e da Gestapo - recebendo 18 páginas de nomes. Carmi deu a lista de oficiais subalternos ao Allied Intelligence Bureau (AIB), mas manteve a lista de oficiais superiores. Carmi então organizou um grupo de colegas da Brigada Judaica para rastrear e matar aqueles cuja culpa foi "definitivamente estabelecida" pelas evidências. Os membros do grupo incluíam Meir Zorea, Haim Laskov, Abram Silberstein, Marcel Tobias e Orly Givon. Alguns ofereceram adesão ao grupo devido ao caráter extrajudicial de suas ações. O grupo começou a matar oficiais da lista, normalmente afirmando "em nome do povo judeu, eu o condeno à morte". Oficiais nazistas foram mortos por estrangulamento e dois oficiais da SS foram empurrados para o alto de uma montanha.